# Tigre (município)

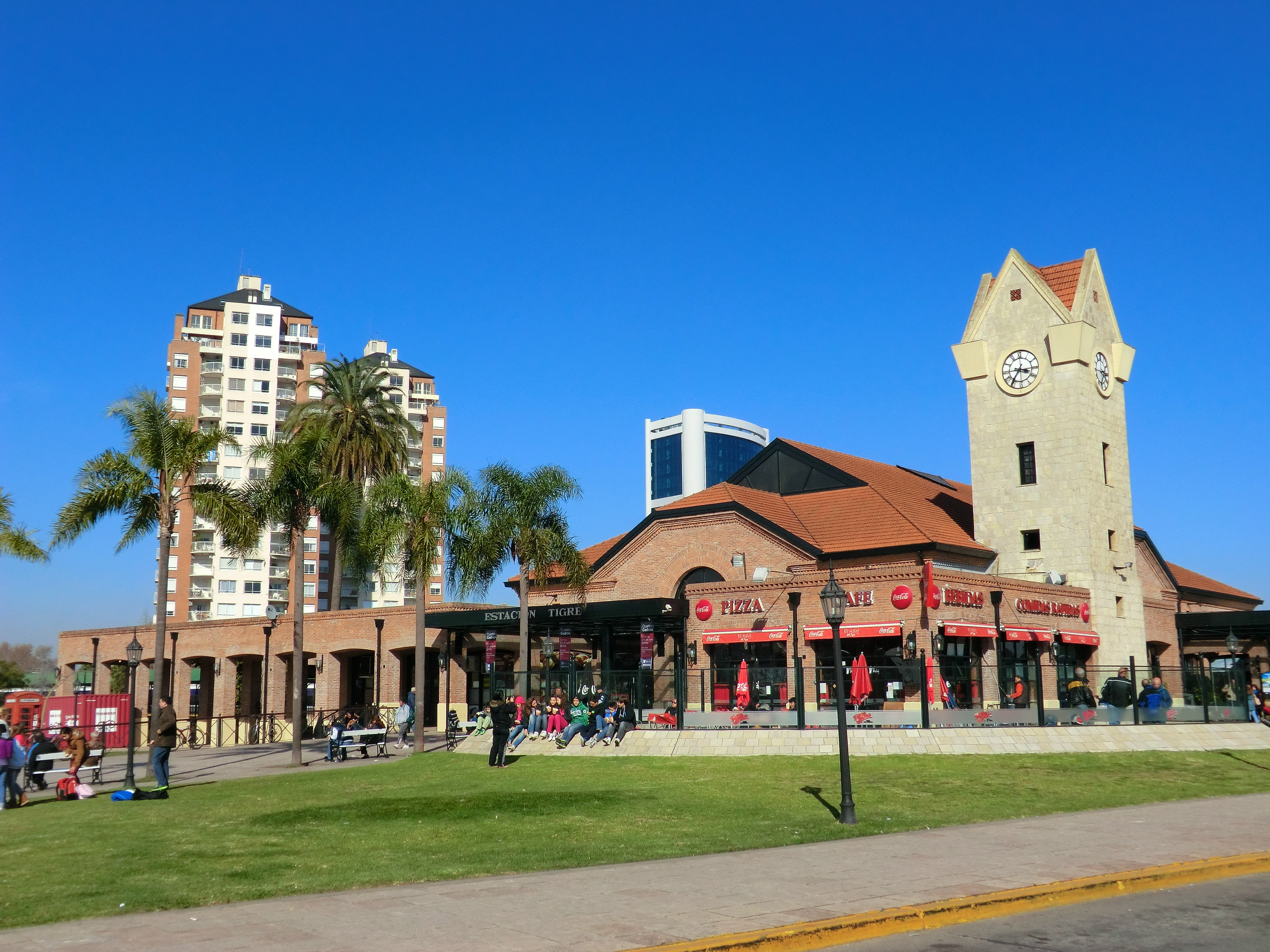
Estação de trem em Tigre.

Tigre é um partido (município) da província de Buenos Aires, na Argentina. Possuía, de acordo com estimativa de 2019, 455.056 habitantes.